# ガーダー・メイリン
ガーダー・メイリン（モンゴル語：ᠭᠠᠳᠠ
ᠮᠡᠶ᠋ᠢᠷᠡᠨ　モンゴル語キリル文字：Гаадаа мэйрэн Gaadaa Meiren、漢字表記：嘎達梅林、1892年 - 1931年4月5日）は、東部内モンゴルで武装蜂起したことで知られるモンゴル族（モンゴル人）。姓はムルトゥド。本名はナドミド、別名はイェーシ、漢名は孟青山。ガダ・メイレン（Gada Meiren）とも。

## 内モンゴルの防衛部隊長
内モンゴルジェリム盟ホルチン左翼中旗（現在は通遼市に属す）の出身。“ガーダー”は中国語東北方言で末っ子の意味。“メイリン”はその官職で、旗の軍務を統括する防衛隊長に当たる。

## 武装蜂起
1929年11月に漢族による蒙地開墾に反対した武装蜂起をし、1931年3月に中華民国東北軍によって鎮圧され瀋陽の監獄に入れられるが、妻のムータン（中国語名：牡丹）の率いる者たちに救い出されたのちに東北軍に追跡されて戦死した。

## 民話・民謡
ガーダー・メイリンの話は、内モンゴルの民話として内モンゴル人に広く受け継がれている。
また、民謡としても受け継がれていて、この中国語版は中国内では大変有名で、最近はCDやカラオケでも出回るようになった。中国語版の出だしを書くと、
2002年、馮小寧監督の映画「ガーダー・メイリン」が中国で封切られているが、これはガーダー・メイリンが日本軍および日本人に土地を奪われるので反乱を起こしたとしている。

## 参考
1. ↑  映画「ガーダー・メイリン」とその批評（中国語）